# Pantana lithosioides
Pantana lithosioides är en fjärilsart som beskrevs av Walker 1862. Pantana lithosioides ingår i släktet Pantana och familjen tofsspinnare. Inga underarter finns listade i Catalogue of Life.